# Haliaeetus leucogaster
El pigargo oriental (Haliaeetus leucogaster) es una especie de ave accipitriforme de la familia Accipitridae ampliamente distribuida por Asia y Australasia; se halla desde la India hasta las islas Salomón pasando por el sudeste asiático y Australia. No se conocen subespecies.